# 黑弗里尔 (新罕布什尔州)
黑弗里尔（Haverhill）位于美国新罕布什尔州西部，是格拉夫顿县的县治所在，面积135.8平方公里。根据2000年美国人口普查，共有4,416人，其中白人占98.23%。